# Makrostrotos hamus
Makrostrotos hamus is een eenoogkreeftjessoort uit de familie van de Makrostrotidae. De wetenschappelijke naam van de soort is voor het eerst geldig gepubliceerd in 2006 door Ho & Lin.